# Aneesh Chaganty
Aneesh Chaganty (Redmond, 30 de enero de 1991) es un cineasta, guionista y ocasional actor estadounidense de origen indio. Hizo su debut como director en 2018 con la película de suspenso Searching, por la que ganó el premio Alfred P. Sloan en el Festival de Cine de Sundance. En 2020 dirigió Run, largometraje protagonizado por Sarah Paulson y Kiera Allen.

## Filmografía

### Cine
| 2011 | Alibi                | Sí | Sí       | Corto        |
| 2012 | Monsters             | Sí | Sí       | Corto        |
| 2012 | Microeconomics       | Sí | No       | Corto        |
| 2012 | Adventure, Wisconsin | Sí | Sí       | Corto        |
| 2014 | Google Glass: Seeds  | Sí | Historia | Corto        |
| 2018 | Searching            | Sí | Sí       |              |
| 2020 | Run                  | Sí | Sí       |              |
| 2022 | Searching 2          | No | Historia | En filmación |

### Como actor

#### Televisión
| 2018 | Made in Hollywood | Él mismo | 1 episodio |

#### Cine
| 2010 | The Liaison         | Él mismo | Corto |
| 2014 | Google Glass: Seeds | Viajero  | Corto |